# Roberto Viglione

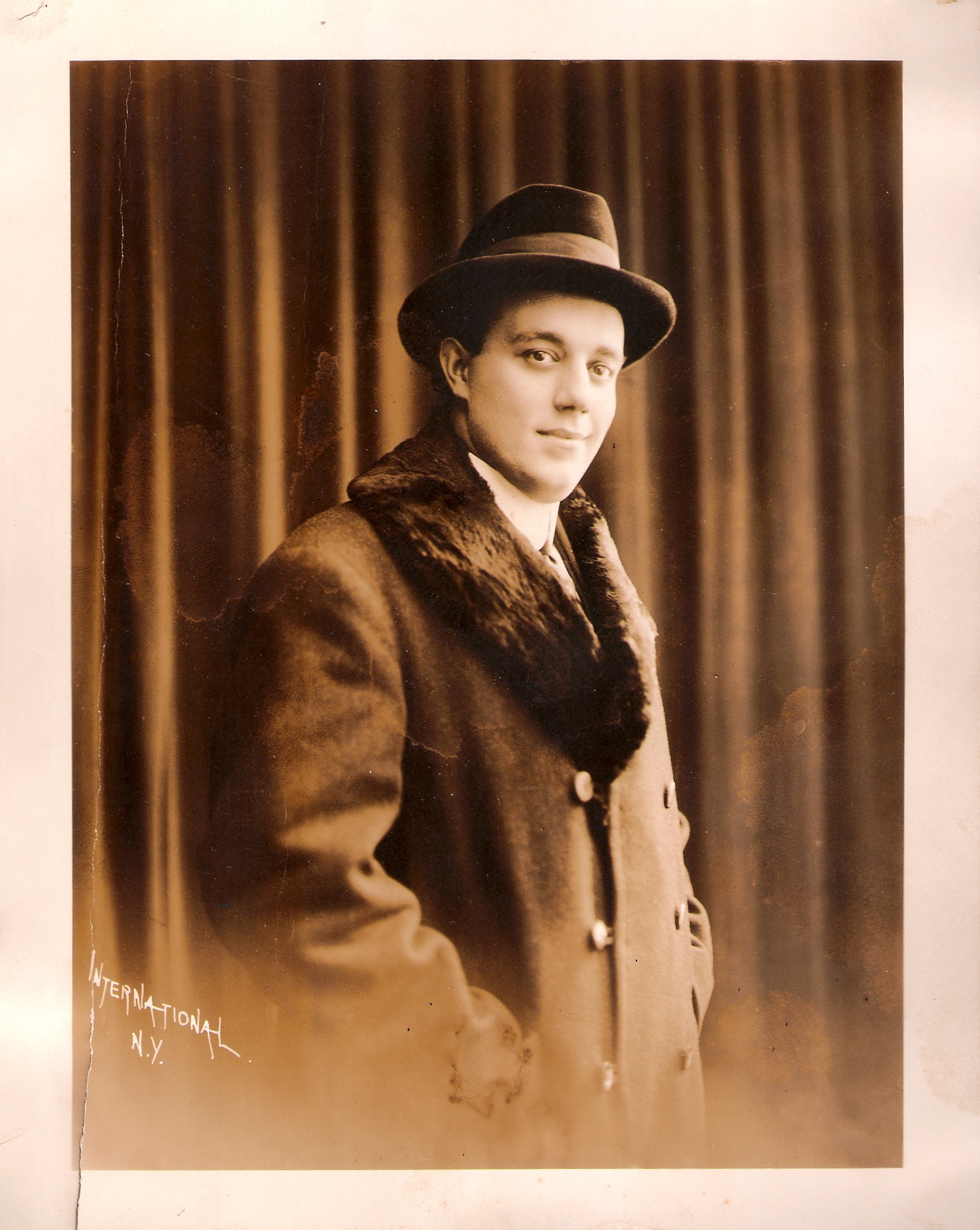
Roberto Viglione (Nova Iorque)

Roberto Viglione, nom de scène de Roberto Fernandes Carrapatoso (Rio de Janeiro, 17 de Novembro de 1889 - Madrid, 2 de Fevereiro de 1921) foi um barítono português do séc.XX.

## Família
Roberto Fernandes Carrapatoso era filho de José Pires Carrapatoso (natural de Escalhão, Beira Alta) e de Nathália Gilliéron Fernandes, brasileira, de ascendência materna suíça romanda. Seu pai era comerciante e, pela natureza da sua actividade, deslocava-se frequentemente ao Brasil. Um dos três filhos do casal  (Júlia, 1896-1975) nasceu em Lisboa, os outros dois nasceram no Rio de Janeiro: Nelson (1898-1982) e Roberto, que veio ao mundo em 17 de Novembro de 1889.

## Formação artística
O futuro cantor veio para Lisboa de tenra idade e aqui frequentou a Escola Académica, de cuja tuna fez parte. Não era, porém, a actividade comercial que o atraía e, novamente no Rio de Janeiro, fez, no Conservatório local, o curso de Violino, instrumento de que veio a ser excelente executante.

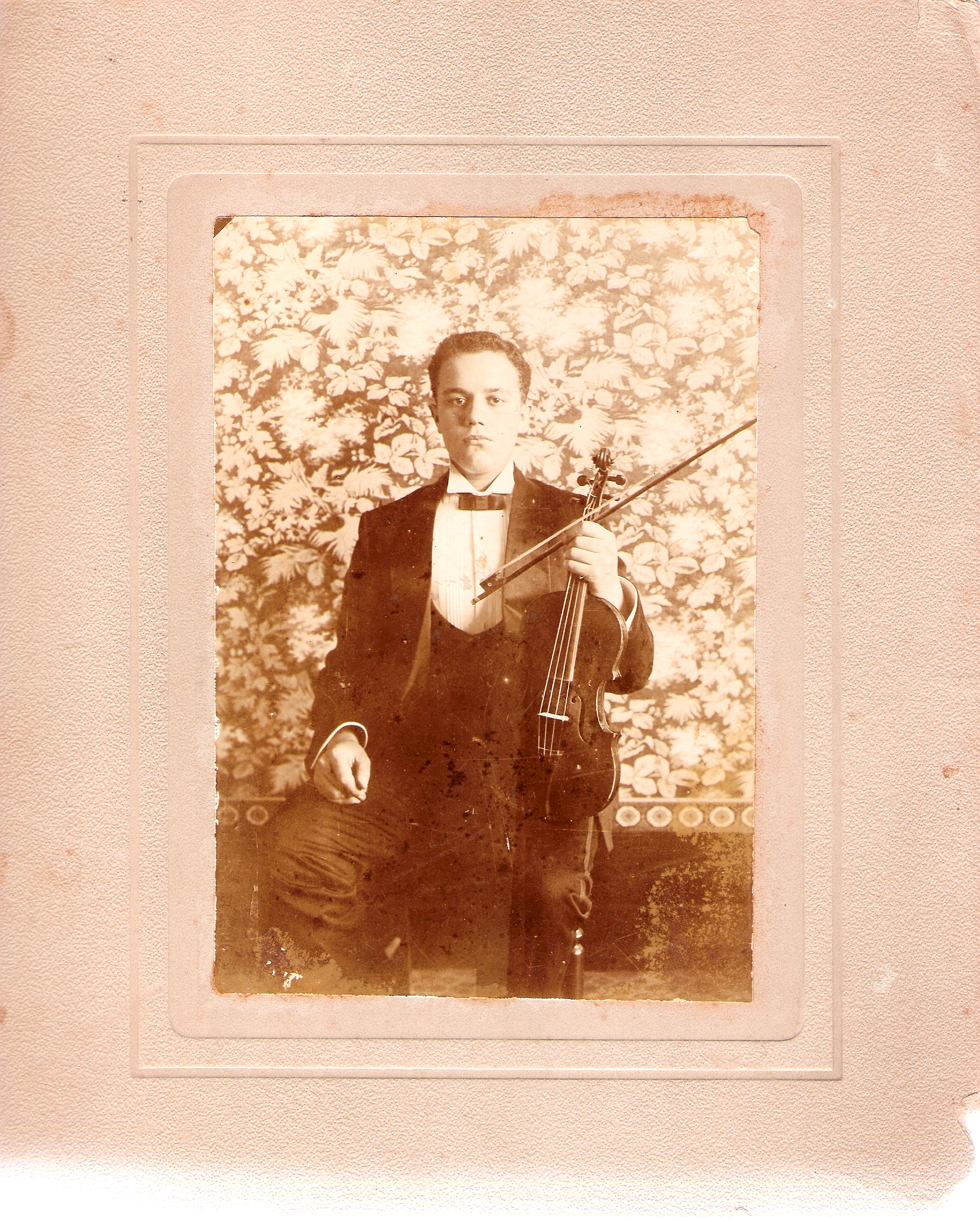
Roberto Viglione (Rio de Janeiro, 1904)

Por intercessão de sua mãe, o pai opunha-se à ideia, partiu depois para Itália, onde estudou canto, particularmente e no Conservatório de Milão.

## Carreira artística
A primeira notícia que encontramos da sua carreira lírica e que, muito provavelmente, diz respeito à sua estreia, é de 9 de Abril de 1910, mês em que cantou Il Trovatore em Alessandria.

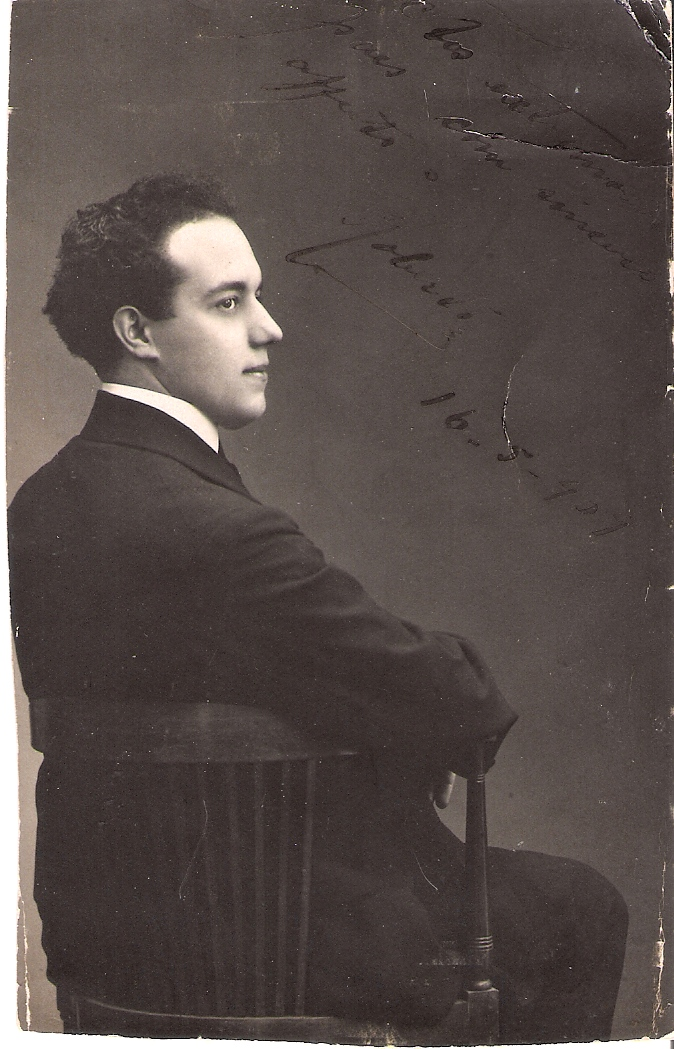
Roberto Viglione (Milão, 16 de Maio de 1909)

"Non posso non segnalare il debutto di un giovane baritono che per le sue doti vocali percorrerà indubbiamente brillante carriera.
Il Carrapatoso Roberti, che assunse la parte di «Conte di Luna», conseguì un successo pieno e incontrastato, dovuto essenzialmente ai suoi invidiabili mezzi vocali."  (Rivista Teatrale Melodramatica)
Em Janeiro de 1912 chegou a Buenos Aires, contratado para Lima. Apresentou-se depois numa digressão de concertos pelo Brasil, que se prolongou pelo primeiro semestre desse ano.

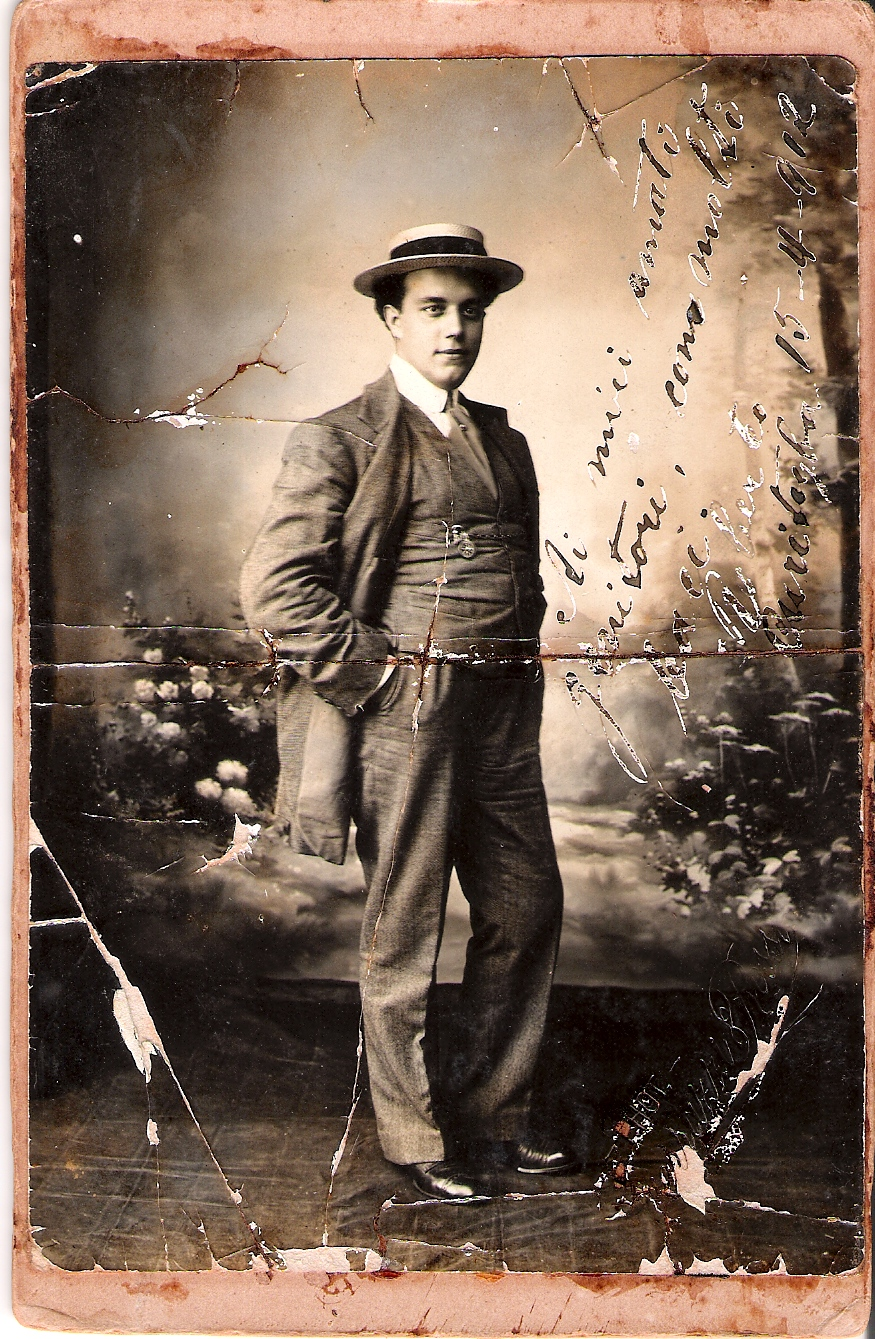
Roberto Viglione (Buenos Aires, 15 de Abril de 1912)

A partir de 1914 encontramo-lo muito frequentemente em vários teatros da América Latina como intérprete de ;  Il Barbiere di Siviglia, Il Trovatore, I Pagliacci, Rigoletto, Un Ballo in Maschera e I Puritani.

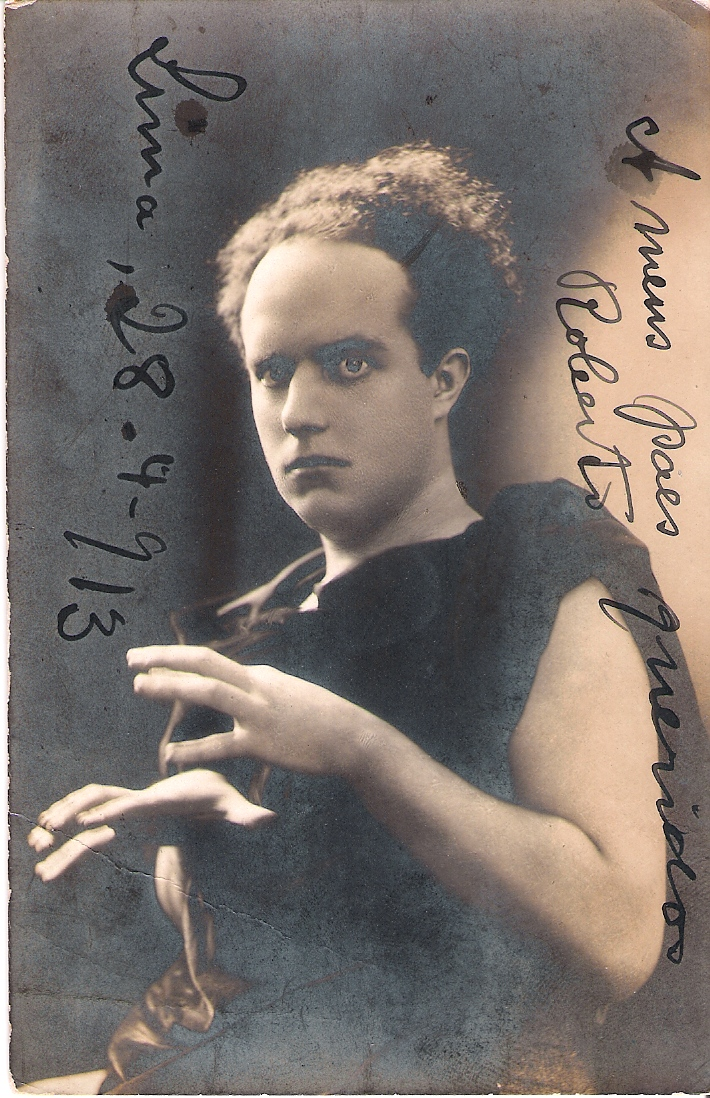
Roberto Viglione (Lima, 28 de Setembro de 1913)

No ano de 1915 cantou em várias cidades cubanas: Guantánamo (Teatro Apolo, primeiro semestre), Holguín (I Pagliacci, Junho), Camaguey (Teatro Avellaneda, I Pagliacci, Agosto), Havana (Concertos, Outubro).
'Ninguno de los barítonos de a 10 y 15 pesos de la pasada temporada tienen las facultades vocales, la cualidad fónica - el timbre -, ni la frescura de voz y emissión franca y expontánea del señor Viglione. Sobre todo, una voz tan pastosamente igual en todos sus registros dentro de la tesitura baritonal.' (Heraldo de Cuba, 15 de Outubro de 1915)
Em 1916 o artista percorreu os USA, apresentando-se, pelo menos, na Bronx Opera House (Junho, cinco récitas do Rigoletto, e quatro de I Pagliacci, estas dirigidas por Joseph Pasternack, com Alma Stafford, Fausto Castellani, Louis Derman em "Beppe" e Richard Bunn em "Silvio") no Lyceum Theatre, de Paterson (Outubro, Rigoletto), e no Grande Salão do Hotel Astor, de Nova Iorque (Novembro, Aida). Continuando a sua série de apresentações nos USA, Viglione estreou-se no Teatro Centro Asturiano, de Tampa, em 19 de Janeiro de 1917, com Il Trovatore, com Berta Farneri «Leonora», Maria Classaens «Azucena» e o tenor Opezzo.
Viglione triunfó desde la primera frase con su hermosa voz, su magnífica escuela de canto y su apostura simpática. (La Prensa, Tampa, 20 de Janeiro de 1917)
Ainda em Tampa, e em Janeiro, apresentou-se depois no Bay Casino, mas em Fevereiro voltou à América Central para inaugurar a temporada do Teatro Terry, de Cienfuegos (Cuba), com Il Trovatore, de novo com Berta Farneri e Maria Classaens.
Em 8 de Fevereiro fez a sua estreia no Teatro Municipal de San Juan (Porto Rico), com Otello, contracenando com Emilia Vergeri «Desdemona», e o tenor Arensen no papel titular. Das récitas seguintes, sabemos que cantou no dia 9 a Lucia di Lammermoor, com Nadina Legat na protagonista.
Após a temporada na Améria Central, Viglione voltou aos USA. Encontramo-lo, de 5 a 9 de Junho, como «Amonasro», da Aida, ópera com que então se inaugurou o Municipal Theatre, de St. Louis, teatro ao ar livre situado no Forest Park. Os restantes intérpretes foram Francesca Peralta «Aida», Cyrena van Gordon «Amneris», Manuel Salazar «Radamés», Virgilio Lazzari «Ramphis» e Constantin Nicolay «Rei»

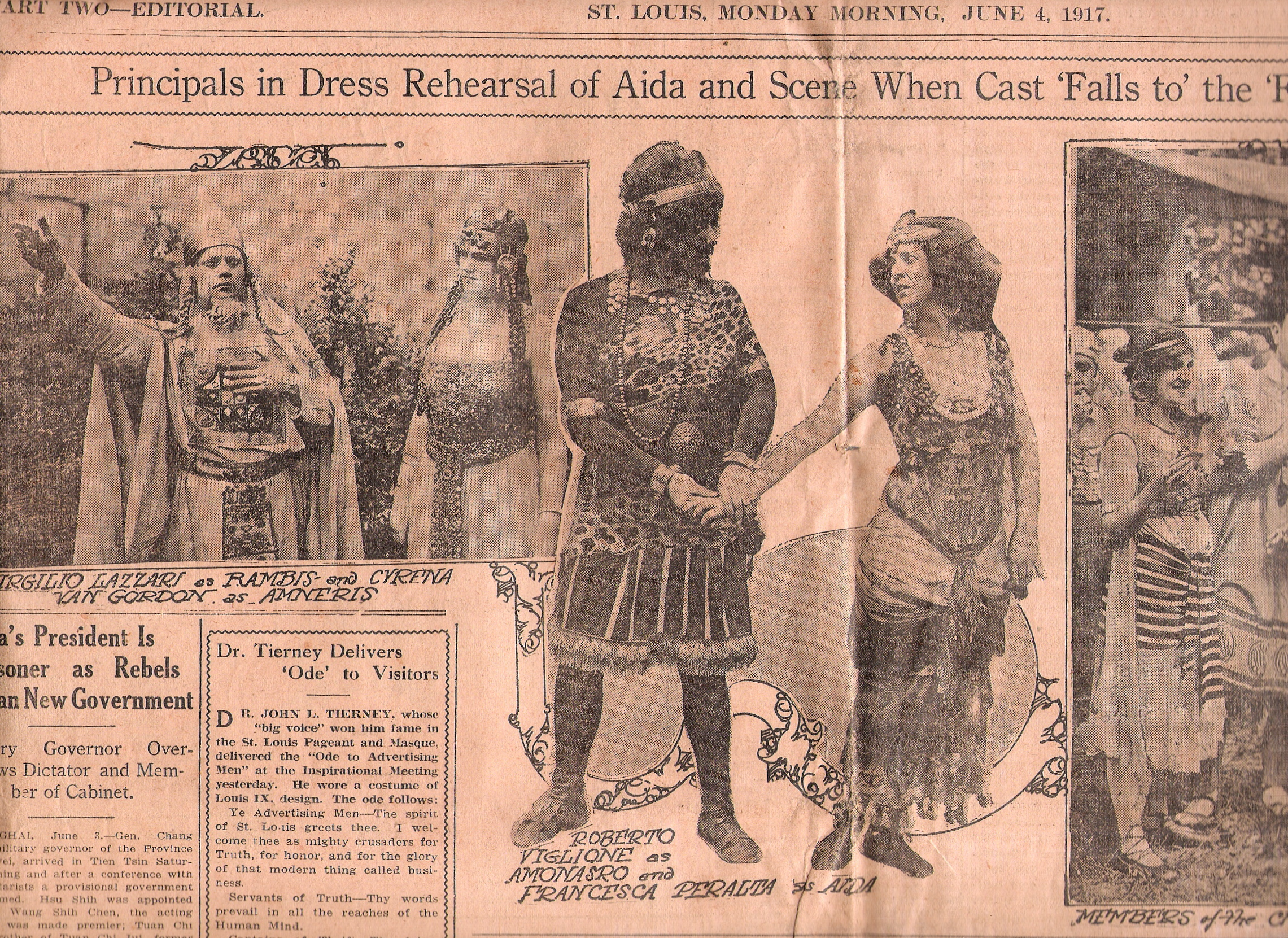
Roberto Viglione (Amonasro) e Francesca Peralta (Aida) (St. Louis, 4 de Junho de 1917)

Depois de St. Louis, o artista apresentou-se em Kansas City (também com a Aida, agora com Maria Rappold na protagonista), de novo em St.Louis (I Pagliacci, em Julho),
Roberto Viglione, Titta Ruffo's protégé, has every reason to be proud of his artistic success in I Pagliacci. Few baritones could have so conspicuously sustained all the traditions of the «Tonio» role. (The St. Louis Republic, 30 de Julho de 1917)
Tacoma (Il Trovatore, em Outubro com a mexicana Josefina Rondero e o tenor Andrew Arensen), Seatle (Carmen, em Outubro, com Ester Ferrabini na protagonista, Josefina Rondero e o tenor Giuseppe Gaudenzi), Portland (Auditorium, Rigoletto, em Outubro com Nina Morgana em «Gilda» e Pilada Sinagra em «Duca» ), São Francisco (Cort Theatre, La Bohème, em Outubro, com Maggie Teyte e Pilade Sinagra, Rigoletto, Carmen e Il Trovatore), Clune (Auditorium, Carmen, em Novembro, com Ester Ferrabini).
Llega «Escamillo» (nada menos que el popular Viglione!) y el público se vuelve loco. «Escamillo» convenció a todos de que era un torero de verdad. Sus andares y sus hechuras eran las de un hijo de Cúchares. Sus «gaoneras» parecían de proprio Rodolfo. Y que más? Ah, si, cantó con voz de cañonazo, porque parecía que temblaba el teatro. (El Heraldo de Méjico, los Angeles, 25 de Novembro de 1917)
Nada sabemos de Viglione em relação ao ano de 1918, e só no primeiro semestre de 1919 o encontramos novamente, na América Central. Assim, em Março de 1919 cantou sucessivamente Thaïs (com Bianca Saroya), Il Trovatore e Carmen em San Juan (Porto Rico); em meados de Maio esteve no Teatro Colón, de São Domingos (República Dominicana), onde foi «Amonasro» numa série de récitas da Aida (com Emilia Vergeri, Lucia Fernandez Flores e Ricardo Martín), «Escamillo», da Carmen, e «Tonio», de I Pagliacci; e em fins de Junho apresentou-se no Nuevo Circo de Caracas (Venezuela) como intérprete de La Bohéme, Thaïs e Ernani. É ainda na América Central, no Teatro Nacional, de Havana, que o encontramos no desempenho do papel de «Lescaut», da Manon, com Carmen Melís na protagonista, em 16 de Janeiro de 1920.

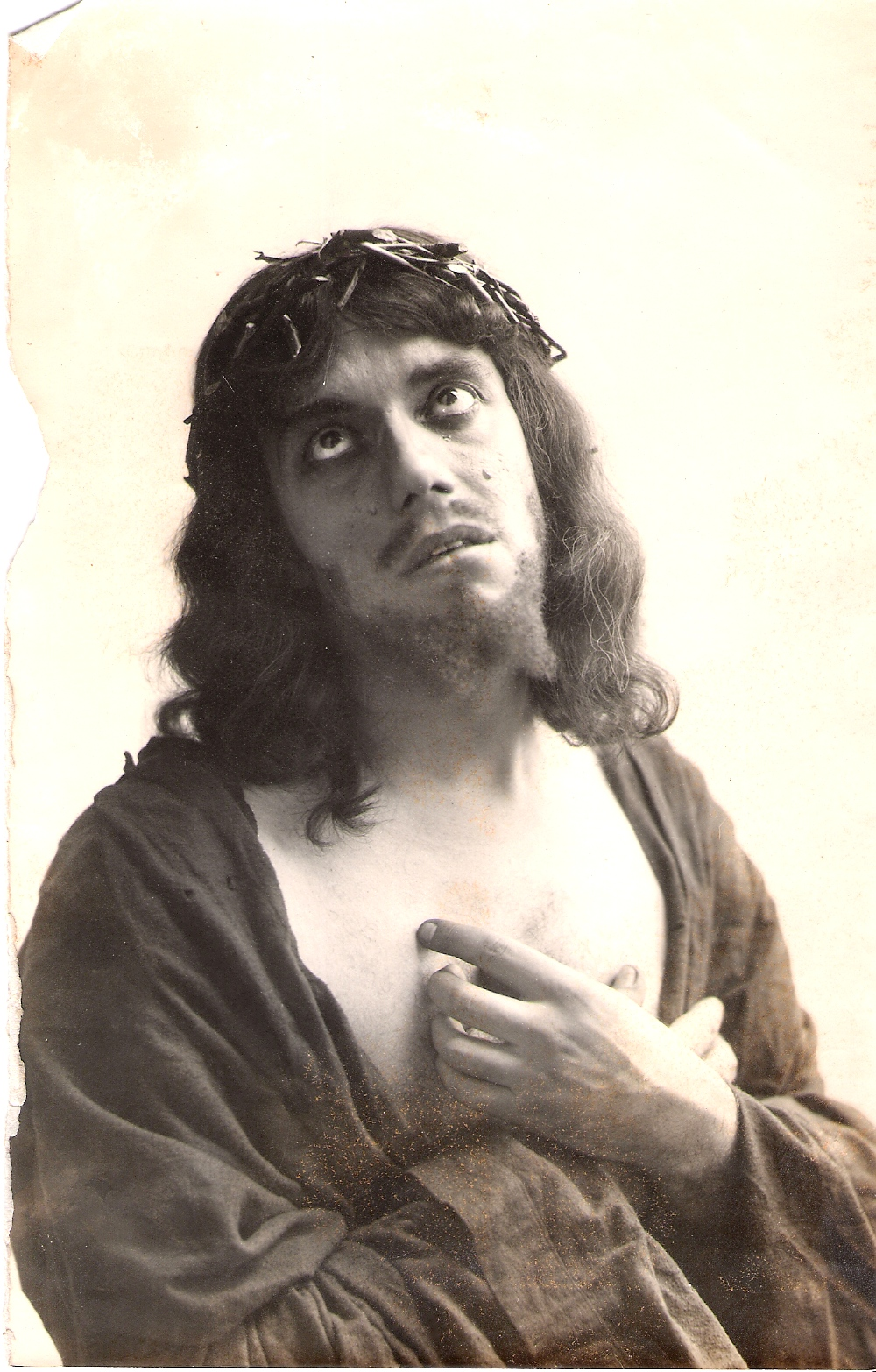
Roberto Viglione (Nova Iorque, 8 de Dezembro de 1919)

O artísta tem a voz gravada pela Columbia/Cigale record (D 9204-Matrice 10860) - Nova Yorque (circa 1916-1920) em Aida, no papel de Amonasro "Rivedrai le foreste imbalsamate" com Conchita Coromines.
Ainda em 1920, a 29 de Julho, casou em Nova Iorque com a cantora Bianca Saroya, cujo verdadeiro nome era, aliás, Alma Rose Weisshaar.
Tanto quanto parece o último papel na carreira de Viglione foi o de «Iago», numa série de récitas do Otello (a primeira das quais em 30 de Dezembro de 1920) realizadas no Teatro Petruzzelli, de Bari, com Aurelia Lara «Desdemona» e Andrea Toscani «Otello».
La parte di «Iago», per indisposizione del baritono Maugeri, fu interpretata da Roberto Viglione, che riuscì molto efficace. L'artista è dotato di bei mezzi vocali, di cui si serve con prodigalità. Rifulse nel «Credo», che fu applauditissimo; cantò con molta grazia il «Sogno», e per tutto lo spettacolo meritò vive acclamazioni dal pubblico, che apprezzò la sua voce robusta, estesa e ben educata. (Corriere delle Puglie, 31 de Dezembro de 1920)

## Morte
Em Janeiro de 1921, Roberto Viglione partiu para Lisboa, para passar algum tempo com os seus pais, que aqui residiam. Não chegou a concluir a viagem. Vitimado, segundo parece, pela gripe pneumónica, faleceu em Madrid em 2 de Fevereiro de 1921, quando contava apenas trinta e um anos.